# 馮梓軒
馮梓軒，香港足球員，曾效力香港足球代表隊青年球隊U19。2023年一2024年球季效力香港甲組聯賽球會、永義足球會、曾效力香港超級聯賽球會愉園足球隊及香港甲組聯賽球會深水埗體育會足球隊。七人足球隊石硤尾和團之友球員。